# Ciudadela (La Coruña)
Ciudadela (llamada oficialmente Santa María da Ciadella) es una parroquia española del municipio de Sobrado, en la provincia de La Coruña, Galicia.

## Entidades de población
Entidades de población que forman parte de la parroquia (entre paréntesis el nombre oficial y en gallego si difiere del nombre en español:
- Aldea do Medio (A Aldea do Medio)
- Cal (A Cal)
- Capilla (A Capela)
- Gandaras (As Gándaras)
- Insua
- La Iglesia (A Igrexa)
- Martín
- Rivas (Ribas)
- Sandá
- Sante

## Despoblados
- Castrelo
- Liorfe

## Demografía
| Gráfica de evolución demográfica de Ciudadela entre 2000 y 2019 |
|                                                                 |
| Datos según el nomenclátor publicado por el INE.                |